# عنخس إن بيبي الثالثة
عنخس إن بيبي الثالثة ، هي ملكة مصرية قديمة غير حاكمة أو زوجة ملك من الأسرة السادسة ، و قد تسمت على اسم جدتها عنخس إن بيبي الأولى ، و هي ابنة الملك مرن رع الأول ، و كانت زوجة للملك بيبي الثاني.

## ألقابها
وشملت ألقاب عنخس إن بيبي الثالثة:
- زوجة الملك.
- ابنة الملك.[2]

## مدفنها
دفنت عنخس إن بيبي الثالثة في هرم بالقرب من هرم بيبي الثاني ، و الجزء الرئيسي من تابوتها مصنوع من الحجر الرملي و هو جزء لا يتجزأ من أرضية غرفة الدفن ، و كان غطاء التابوت من الجرانيت الوردي.